# I/O (альбом)
«I/O» («Input/Output» с англ. — «Ввод/вывод») - десятый студийный альбом британского музыканта Питера Гэбриела, выпущенный 1 декабря 2023 года. Это первый альбом автора за 20 лет с новым оригинальным материалом. Выходившие в этот промежуток времени альбомы, являются, в основном, сборниками кавер-версий, ремиксов и неизданных песен разных лет.

## История создания
Альбом «I/O» находился в работе у музыканта еще с 2002 года и должен был выйти в свет через полтора года после релиза его предыдущей пластинки UP (2002), однако выход альбома постоянно откладывался и затягивался из-за чрезмерной занятости музыканта на гастролях, а так же над многими другими проектами.
Вернувшись с длительных гастролей, чуть позднее, в 2005 году музыкант дал интервью журналу Rolling Stone, заявив что у него в работе находится порядка 150 (!) новых песен. С 2013 по 2016 год музыкант регулярно писал посты в социальных сетях о записи нового альбома, однако полноценных релизов с новым материалом в свет пока не выходило.
Кроме того, новые песни периодически исполнялись музыкантом на концертах. Во время тура в честь 25-летия альбома «So» были сыграны «Playing For Time» в немного отличной версии, от той которая вошла на альбом и «What Lies Ahead». Во время совместного тура со Стингом «Rock Paper Scissors North American Tour» в 2016 году, на всех его концертах была сыграна «Love Can Heal».
21 октября 2021 года на презентации книги Анны Габриел «Eye-D» в Милане (Италия), где музыкант участвовал в качестве «специального» гостя, Питер сообщил о скором выходе своего нового альбома, первой пластинки с авторским материалом со времен выхода альбома «Up» (2002). Кроме того, перед презентацией книги музыкант дал интервью журналу «SPECCHIO» в котором сообщил, что новый альбом «ближе, чем вам кажется», Питер со своей группой (а так же с некоторыми приглашенными музыкантами) работает в студии над 17 новыми песнями.
В ноябре 2022 года Питер Гэбриел на официальном сайте сообщил о своем новом туре («I/O The Tour») начиная с весны 2023 года, а так же о релизе нового альбома «I/O», выход которого запланирован на конец 2023 года. Начиная с января 2023 года в ожидании релиза, музыкант, для своих поклонников, каждое полнолуние выкладывает по одной новой песне, а так же небольшое видео-интервью об истории создания и написания новой композиции.
С конца весны 2023 года все новые песни с грядущего альбома были исполнены на концертах нового тура, а те кто смог побывать на новых шоу музыканта, имели возможность услышать альбом целиком раньше его официальной премьеры.
В конце июля 2023 года на фестивале WOMAD состоялось первое прослушивание альбома «I/O». Весь альбом был воспроизведен в миксе Х.-М. Буффа. Официальная премьера альбома запланирована на конец 2023 года.
| Совокупная оценка | Совокупная оценка |
| Источник          | Оценка            |
| ----------------- | ----------------- |
| Metacritic        | 87/100            |
| Оценки критиков   |                   |
| Источник          | Оценка            |
| AllMusic          | [ 5 ]             |
| Mojo              | [ 6 ]             |
| The Guardian      | [ 7 ]             |

## Список композиций
Слова и музыка всех песен — написаны Питером Гэбриелом.
| №                   | Название               | Длительность |
| ------------------- | ---------------------- | ------------ |
| 1.                  | «Panopticom»           | 5:13         |
| 2.                  | «The Court»            | 4:20         |
| 3.                  | «Playing for Time»     | 6:17         |
| 4.                  | «I/O»                  | 3:52         |
| 5.                  | «Four Kinds of Horses» | 6:47         |
| 6.                  | «Road to Joy»          | 5:21         |
| 7.                  | «So Much»              | 4:50         |
| 8.                  | «Olive Tree»           | 5:59         |
| 9.                  | «Love Can Heal»        | 5:59         |
| 10.                 | «This Is Home»         | 5:04         |
| 11.                 | «And Still»            | 7:44         |
| 12.                 | «Live and Let Live»    | 6:46         |
| Общая длительность: | Общая длительность:    | 68:12        |

### Песни не вошедшие в альбом
По словам Питер Гэбриела, за столь длительную творческую паузу у него накопилось достаточно песен, чтобы продолжать их выпускать после официального выхода альбома.

## Участники записи
- Питер Гэбриел — вокал, бэк-вокал, клавишные, пианино (в «The Court», «So Much», «Olive Tree» и «Love Can Heal»), синтезаторы, программирование (в «Panopticom», «The Court», «I/O», «Road to Joy», «Olive Tree» и «This Is Home»), перкуссия (в «Four Kinds of Horses» и «Love Can Heal»), манипулируемый чаранго (в «Road to Joy»)
- Дэвид Роудс — гитара, акустическая 12-струнная гитара (в «So Much» в «Olive Tree»), бэк-вокал
- Тони Левин — бас-гитара
- Ману Катче — ударные (кроме «Four Kinds of Horses», «So Much» и «Love Can Heal»)
- Гед Линч — перкуссия (в «Olive Tree» и «Love Can Heal»)
- Том Коули — пианино (в «Playing for Time»)
- Эван Смит — саксафон (в «Olive Tree»)
- Джош Шпак — труба (в «Road to Joy» и «Olive Tree»)
- Мелани Гэбриел — бэк-вокал (в «The Court», «Four Kinds of Horses», «So Much» и «Love Can Heal»)
- Роял Конноли — бэк-вокал (в «Panopticom», «Love Can Heal» и «This Is Home»)
- Йенни Абрахамсон — бэк-вокал (в «Love Can Heal»)
- Линнея Ульссон — виолончель (в «Love Can Heal»), бэк-вокал (в «Love Can Heal»)
- Энджи Поллок — синтезаторы (в «Love Can Heal»)
- Брайан Ино — синтезаторы (в «Panopticom», «The Court» и «This Is Home»), колокола (в «Panopticom»), перкуссия (в «The Court»), программирование ритма и прогрессия (в «Four Kinds of Horses» и «Road to Joy»), электрические черви и дополнительные синтезаторы (в «Four Kinds of Horses»), манипулируемая гитара и укулеле (в «Road to Joy»)
- Оли Якобс — синтезаторы (в «Panopticom», «Playing for Time», «I/O» и «This Is Home»), программирование (в «Panopticom», «The Court», «I/O» и «This Is Home»), пианино (в «Four Kinds of Horses»), тамбурин (в «This is Home»)
- Дон-И — бас-синтезатор (в «Road to Joy»)
- Кэти Мэй — акустическая гитара (в «Panopticom» и «I/O»), перкуссия (в «The Court» и «This Is Home»), Рикенбэкер гитара (в «I/O»), синтезаторы (в «I/O»), прграммирование ритма (в «Four Kinds of Horses»), гитарные эффекты (в «Love Can Heal»)
- Ричард Эванс — вистл (в «I/O»), мандолина (в «Olive Tree»)
- Ричард Чаппелл — программирование (в «Panopticom», «The Court», «I/O» и «Olive Tree»)
- Ричард Расселл — фильтрованная перкуссия (в «Four Kinds of Horses»)
- Ханс Мартин Буфф — дополнительная перкуссия и синтезаторы (в «Road to Joy»)
- Рон Аслан — дополнительные синтезаторы (в «Road to Joy»)
- Оли Миддлтон — перкуссия (в «This Is Home»)
- Паоло Фресу — труба (в «Live and Let Live»)

### Производство
- Питер Гэбриел — продюсер, концепция дизайна
- Ричард Расселл — дополнительное продюсирование в «Four Kinds of Horses»
- Брайан Ино — дополнительное продюсирование в «Road to Joy»
- Ричард Чаппелл — подготовка производства
- Оли Якобс — звукоинженер на Real World Studio
- Кэти Мэй — звукоинженер на Real World Studio
- Льюис Джонс — звукоинженер на British Grove Studio
- Жак Дю Плесси — звукоинженер на High Seas Studio
- Джон Фойл — звукоинженер на Copper House Studio
- Эрланд фон Хейне — звукоинженер на Alfvénssalen Studio
- Стефано Америо — звукоинженер на ArteSuono Studio
- Фэй Долл — ассистент звукоинженера на Real World Studio
- Дом Шоу — ассистент звукоинженера на Real World Studio
- Том Коат — ассистент звукоинженера на British Grove Studio
- Луи Стилиану — ассистент звукоинженера на British Grove Studio
- Чад Блэйк — микширование (Dark-Side)
- Марк «Spike» Стент — микширование (Bright-Side)
- Ханс-Мартин Буфф — Dolby Atmos микширование (In-Side)
- Мэтт Колтон — мастеринг
- Надав Кандер — фотографии